# Ульотівське сільське поселення
Ульо́тівське сільське поселення (рос. Улётовское сельское поселение) — сільське поселення у складі Ульотівського району Забайкальського краю Росії.
Адміністративний центр — село Ульоти.

## Історія
Станом на 2002 рік існували Бальзойський сільський округ (село Бальзой) та Ульотівський сільський округ (село Ульоти).

## Населення
Населення сільського поселення становить 6651 особа (2019; 6566 у 2010, 6990 у 2002).

## Склад
До складу сільського поселення входять:
| Населений пункт | Населення, осіб (2002) | Населення, осіб (2010) |
| --------------- | ---------------------- | ---------------------- |
| Бальзой, село   | 640                    | 505                    |
| Ульоти, село    | 6350                   | 6061                   |